# Коваленко Максим Андрійович
Максим Андрійович Коваленко — український плавець та військовик, солдат Збройних сил України, учасник російсько-української війни, що загинув у ході російського вторгнення в Україну. Чемпіон України та призер ЧУ з плавання вільним стилем на середніх та довгих дистанціях.

## Нагороди
- орден «За мужність» III ступеня (2022, посмертно) — за особисту мужність і самовіддані дії, виявлені у захисті державного суверенітету та територіальної цілісності України, вірність військовій присязі.

## Дивіться також
- Список українських спортсменів, тренерів і функціонерів, що загинули під час Революції гідності чи внаслідок російської агресії в Україні